# Betlém (Pustá Rybná)

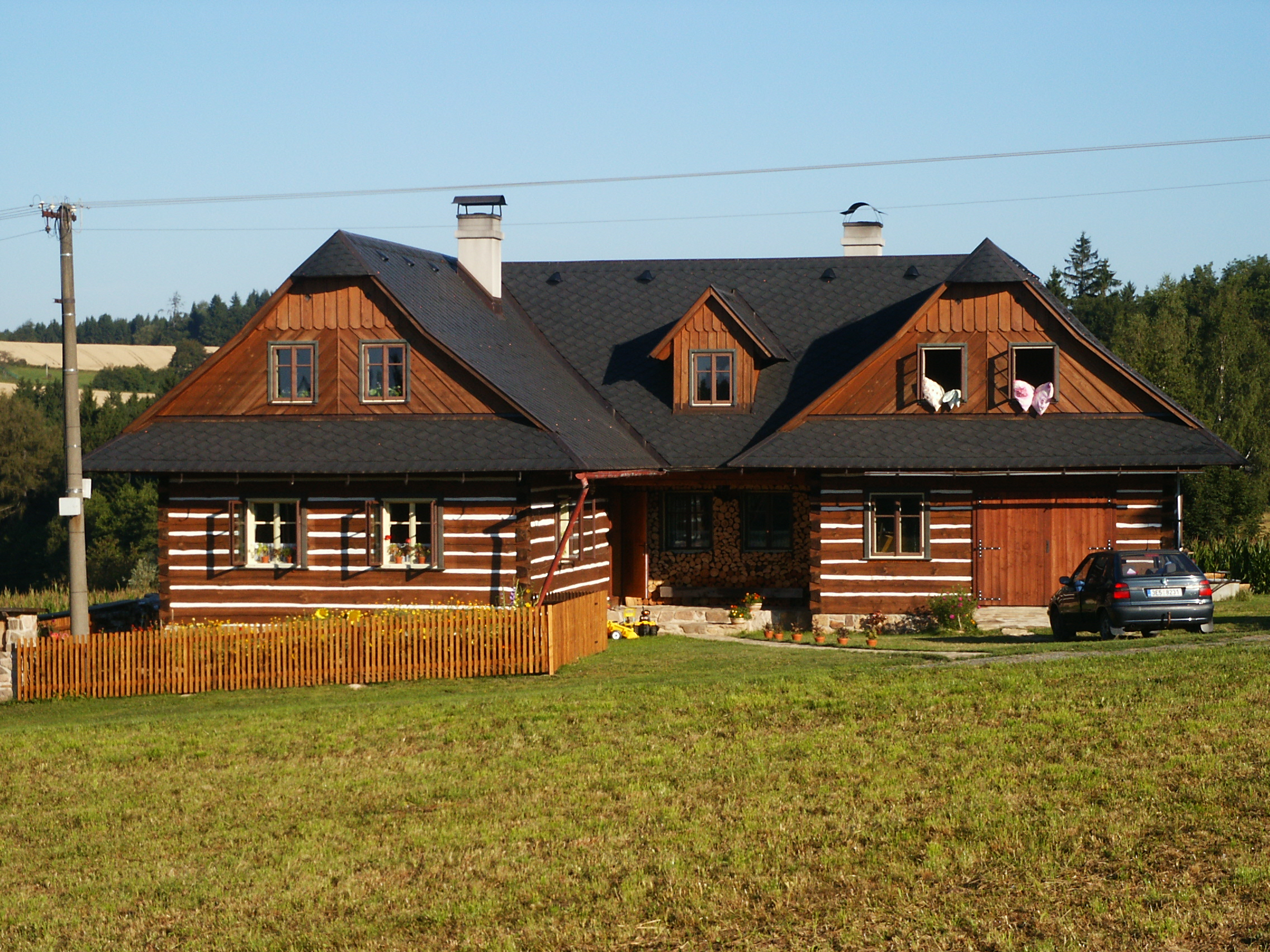
Neu errichtetes Holzhaus in traditioneller Bauweise

Betlém (deutsch Bethlehem) ist eine Grundsiedlungseinheit der Gemeinde Pustá Rybná in Tschechien. Sie liegt acht Kilometer westlich von Polička und gehört zum Okres Svitavy.

## Geographie
Der Weiler Betlém befindet sich im Osten der Žďárské vrchy (Saarer Berge). Nördlich erhebt sich der Betlémský kopec (741 m. n.m.), im Südosten der Lucký vrch (Lutzberg, 739 m. n.m.), südlich der Landrátský kopec (Landratberg, 743 m. n.m.), im Südwesten der Tobiášův kopec (693 m. n.m.) und nordwestlich der Blatinský kopec (731 m. n.m.). Der Ort liegt im Landschaftsschutzgebiet Žďárské vrchy. Durch Betlém verläuft die Staatsstraße II/357 zwischen Borová und Jimramov. Westlich entspringt der Bach Pavláska.
Nachbarorte sind Horní Blatina und Jeruzalém im Norden, Borová und Oldřiš im Nordosten, Dědek und Lucký Vrch im Osten, Telecí im Südosten, Landráty und Kobylí im Süden, Pustá Rybná im Südwesten, Pavlásky und Chalupy im Westen sowie Blatina im Nordwesten. 

## Geschichte
Zu Beginn des 18. Jahrhunderts wuchs die Bevölkerung in den zum Weichbild der königlichen Leibgedingestadt Polička gehörigen Dörfern stark an. In dieser Zeit entstanden außerhalb der alten Dörfer, die sich zumeist in den Bachtälern erstreckten, neue kleine Siedlungen. Eine von ihnen war Betlém. Die Bewohner waren tschechischsprachig und überwiegend evangelisch. Erwerbsgrundlage bildete der Anbau und die Verarbeitung von Flachs; die Leinwaren fanden einen guten Absatz. Im Jahre 1789 gab es elf Anwesen in Betlem bzw. Betlehem. Im 19. Jahrhundert begann der Niedergang der Flachsverarbeitung und das Dorf verarmte.  
Im Jahre 1835 bestand das im Chrudimer Kreis gelegene Dorf Bethlehem bzw. Betlem aus acht Häusern mit 57 tschechischsprachigen Einwohnern, darunter acht protestantischen Familien. Pfarrort war Borowa, der Amtsort Polička. Bis zur Mitte des 19. Jahrhunderts blieb Bethlehem der königlichen Leibgedingestadt Polička untertänig.
Nach der Aufhebung der Patrimonialherrschaften bildete Betlem / Bethlehem ab 1849 einen Ortsteil der Gemeinde Pusté Rybné / Wüst Rybny im Gerichtsbezirk Polička. Ab 1868 gehörte Betlem zum Bezirk Polička. Nach dem Ersten Weltkrieg zerfiel der Vielvölkerstaat Österreich-Ungarn, der Weiler wurde 1918 Teil der neu gebildeten Tschechoslowakischen Republik. 
Beim Zensus von 1921 lebten in den 10 Häusern von Betlem 31 Tschechen. Von 1939 bis 1945 gehörte Betlem zum Protektorat Böhmen und Mähren. Im Zuge der Gebietsreform von 1960 erfolgte die Aufhebung des Okres Polička; Betlem wurde dabei dem Okres Svitavy zugeordnet. Zum 1. Juli 1971 wurde Betlem als Ortsteil von Pustá Rybná aufgehoben. Zum Ende des 20. Jahrhunderts erfolgte die Änderung des Ortsnamens in Betlém. 1991 hatte Betlém 35 Einwohner, beim Zensus von 2001 waren es 19.

## Ortsgliederung
Betlém ist Teil des Katastralbezirkes Pustá Rybná.

## Sehenswürdigkeiten
- Mehrere gezimmerte Chaluppen